# Omorgus tuberosus
Omorgus tuberosus är en skalbaggsart som beskrevs av Johann Christoph Friedrich Klug 1855. Omorgus tuberosus ingår i släktet Omorgus och familjen knotbaggar. Inga underarter finns listade i Catalogue of Life.